# Анна Фребель
Анна Фребель (нім. Anna Frebel; нар. 1980 Берлін, НДР) — німецька астрономка, яка працює над вивченням і виявленням найстаріших зірок.

## Кар'єра
Анна Фребел виросла в Геттінгені, Німеччина. Після закінчення середньої школи вивчала фізику у Фрайбурзі, потім продовжила навчання в Австралії, де отримала ступінь доктора філософії Австралійського національного університету при обсерваторії Маунт Стромло в Канберрі. Далі Анна продовжила навчання в Техаському університеті в Остіні в 2006 році.
З 2009 по 2011 рр. Анна була науковим співробітником Clay Postdoktor в Гарвард-Смітсонівському центрі астрофізики в Кембриджі (штат Массачусетс). З 2012 року — доцент фізики Массачусетського технологічного інституту.
У 2005 році Фребел виявила зірку HE 1327—2326, яка є найнижчою залізною зіркою, яка виникла дуже скоро після Великого Вибуху. У 2007 році Анна також виявила червону гігантську зірку HE 1523-0901, вік якої становить близько 13,2 мільярда років.

## Нагороди та відзнаки
- 2007: Шарлін-Хейслер — премія за кращі досягнення в астрономії PhD в 2006 році в Австралії[3]
- 2009: Відкриття презентації XLAB Science Festival, Göttingen
- 2009: Премія Людвіга Бірмана (нагорода молодого астронома) Німецького астрономічного товариства
- 2010: Нагорода Енні Дж. Кеннона Американського астрономічного товариства[4]
- 2010: викладач Лізе Мейтнер, Геттінген[5] та Інсбрук
- 2011: Кавлівські наукові співробітники Національної академії наук

## Публікації
- Auf der Suche nach den ältesten Sternen (German) , Frankfurt am Main: Fischer, 2012, ISBN 978-3-10-021512-3 Auf der Suche nach den ältesten Sternen (German) , Frankfurt am Main: Fischer, 2012, ISBN 978-3-10-021512-3 Auf der Suche nach den ältesten Sternen (German) , Frankfurt am Main: Fischer, 2012, ISBN 978-3-10-021512-3  Auf der Suche nach den ältesten Sternen (German) , Frankfurt am Main: Fischer, 2012, ISBN 978-3-10-021512-3
- Astronomical Society of the Pacific, ред. (2008), New horizons in astronomy : Frank N. Bash Symposium 2007 : proceedings of a workshop held at the University of Texas, Austin, Texas, USA, 14–16 October 2007 (German) , San Francisco